# Plaga Zombie: Zona mutante
Plaga Zombie: Zona mutante és una pel·lícula argentina de terror-comèdia de 2001 dirigida per Pablo Parés i Hernán Sáez i protagonitzada per Páres, Sáez, Berta Muñiz, Paulo Soria i Walter Cornás. Va ser escrita per Parés i Sáez. És la seqüela i segona part de la famosa saga de zombis i gore iniciada amb Plaga Zombie. La banda argentina de rock alternatiu Árbol va compondre i va interpretar el tema "Plaga zombie" per a la pel·lícula.

## Sinopsi
Quan l'FBI prova un virus alienígena en un petit poble, fa que tots els habitants es converteixin en zombis assassins, excepte tres que intenten escapar.

## Reparto
- Berta Muñiz... John West / Veu Walkie Talkie
- Pablo Parés... Bill Johnson / Voz Telèfon #1
- Hernán Sáez... Max Giggs / Veu Telèfon #2
- Paulo Soria... Max Fan / Plissken / Líder Carreró / Chupetín / Negociador #2 / Motoserra / Zombi Ràdio #1
- Esteban Podetti... Agent James Dana
- Andrés Perrone... Scott Lee Ray
- Walter Cornás... Kowalski / Negociador #1 / Zombi Radio #2 / Tallallum
- Juan Bautista Dartiguelongue... Anderson / Negociador #3
- Urco Urquiza... Vega
- Daniel de la Vega... Líder Rebel
- Alejandro Nagy... El Cap
- Alejandro D'Aloisio... Doble de Max Giggs / Budells
- Ariel Olivetti... Assistent
- Pablo Vostrouski... Test FBI / Gos de Max Giggs / Le Vació Un Ojo
- Goyo Escardó... Guàrdia de Max Giggs / Mutació Final / Noi Combatiu #1
- Ramiro de Palo... Niño Llorón
- Luis Lucchesi... Noi Escopida
- Ximena Battista... Noia Combativa
- Santiago Sánchez... Noi Combatiu #2
- Sebastián Tabany... Noi Combatiu #3
- Ignacio Lidejover... Noi Combatiu #4
- Gabriel Grieco... Noi mort/Dead Boy
- Nicanor Loreti... Zombi
- Germán Magariños... Zombi
- Martin Villagra... Zombi (com Carlos Manuel Horazzi)